# 1073

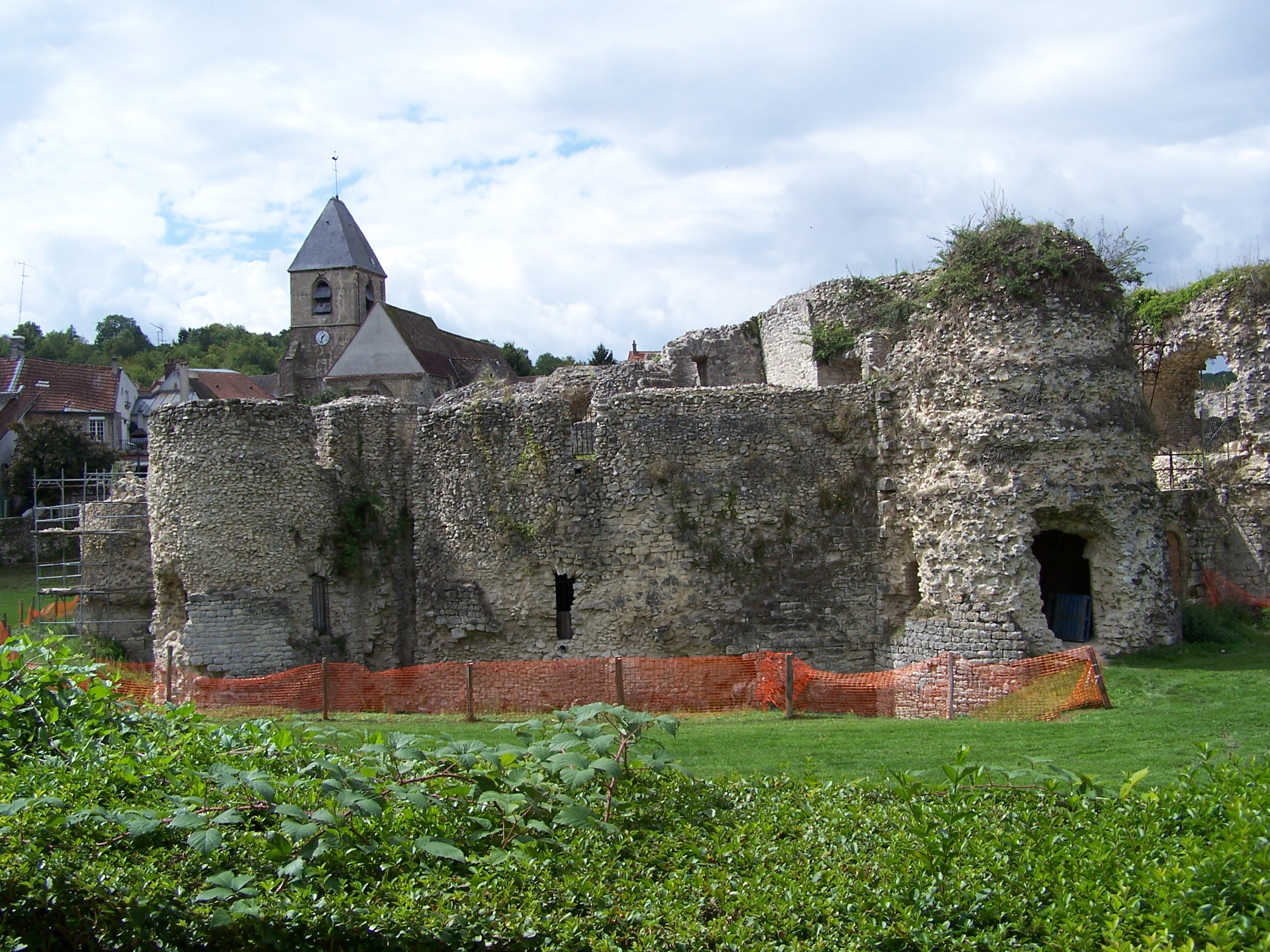
ruïnes van het Kasteel van Beynes (oorspronkelijk uit 1073, later uitgebreid)

Het jaar 1073 is het 73e jaar in de 11e eeuw volgens de christelijke jaartelling.

## Gebeurtenissen
- Roussel de Bailleul verklaart het door hem bestuurde gebied in Galatia een onafhankelijke staat met Ankara als hoofdstad.
- Grootvorst Izjaslav I van Kiev wordt afgezet door zijn broers Svjatoslav en Vsevolod en vlucht naar het buitenland. Svjatoslav wordt grootvorst in zijn plaats.
- Alfons VI van León zet zijn broer García I van Galicië gevangen en neemt diens rijk over.
- De Normandiërs van Apulië onder Robert Guiscard veroveren Amalfi.
- Yusuf ibn Tashfin grijpt de macht in het rijk der Almoraviden, maar blijft zijn voorganger Abu Bakr als emir erkennen.
- Het Sakyaklooster in Tibet wordt gesticht.

## Opvolging
- Galicië - García I opgevolgd door zijn broer Alfons VI van León
- Japan (18 januari) - Go-Sanjo opgevolgd door zijn zoon Shirakawa
- Karinthië - Berthold van Zähringen opgevolgd door Markwart IV van Eppenstein
- Kiev - Izjaslav I opgevolgd door zijn broer Svjatoslav II
- Manipur - Kainou Irengba opgevolgd door Loiyumbi
- paus (22 april) - Alexander II opgevolgd door Hildebrand van Sovana als Gregorius VII
- Tsjernigov - Svjatoslav II opgevolgd door zijn broer Vsevolod I

## Geboren
- David IV, koning van Georgië (1089-1125)
- Leopold III, markgraaf van Oostenrijk (1095-1136)
- Alfons I, koning van Aragon en Navarra (1104-1134) (jaartal bij benadering)
- Magnus Barrevoets, koning van Noorwegen (1093-1103) (jaartal bij benadering)

## Overleden
- 21 april - Alexander II, paus (1061-1073)
- 15 juni - Go-Sanjo (38), keizer van Japan (1068-1073)
- Johannes Gualbertus (~88), Italiaans kloosterstichter